# Sződliget
Sződliget is een plaats (község) en gemeente in het Hongaarse comitaat Pest. Sződliget telt 4233 inwoners (2001).